# Kobyly (Libereci járás)
Kobyly település Csehországban, Libereci járásban. Kobyly Chocnějovice, Svijanský Újezd, Vlastibořice, Všelibice, Soběslavice, Český Dub, Bílá és Sezemice településekkel határos. Lakosainak száma 374 fő (2024. január 1.).

## Népesség
A település lakosságának változását az alábbi diagram mutatja:
| Lakosok száma | 778  | 774  | 727  | 410  | 354  | 280  | 349  | 359  | 362  | 374  |
|               | 1869 | 1890 | 1921 | 1950 | 1980 | 2001 | 2017 | 2019 | 2022 | 2024 |